# Dê núi Walia
Dê núi Walia (Capra walie) là một loài động vật có vú trong họ Bovidae, bộ Artiodactyla. Loài này được Rüppell mô tả năm 1835.

## Hình ảnh

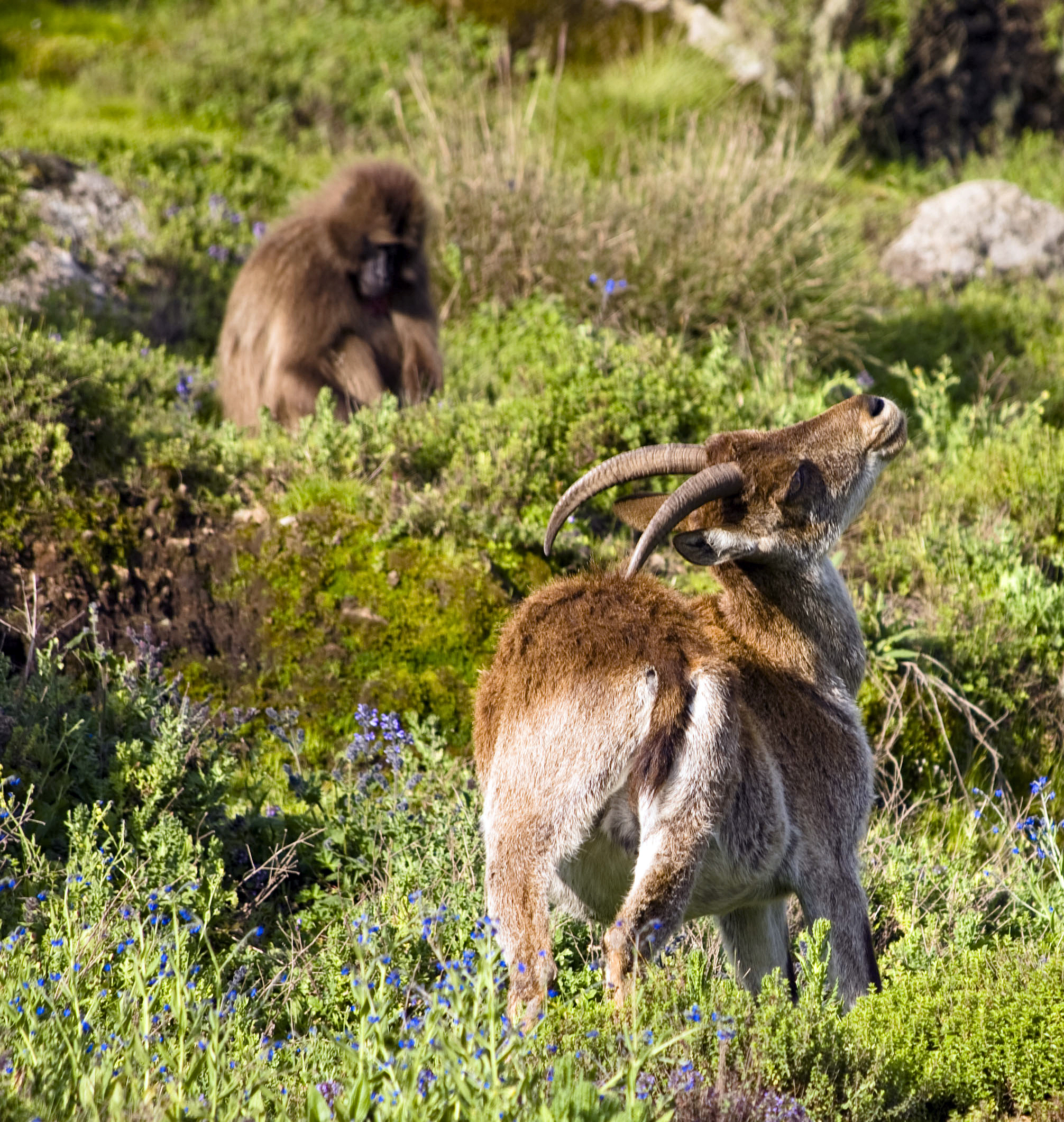
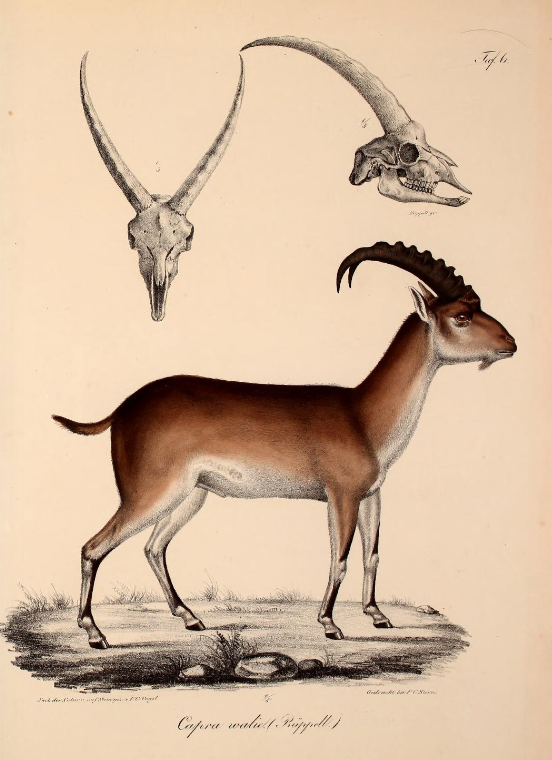